# San Dimas, Kalifornien
San Dimas är en stad (city) i Los Angeles County, i delstaten Kalifornien, USA. Enligt United States Census Bureau har staden en folkmängd på 33 611 invånare (2011) och en landarea på 38,9 km².

## Kända personer från San Dimas
- Alex Morgan, fotbollsspelare